# Sultan bin Salman bin Abdulaziz al-Saud
Sultan bin Salman bin Abdulaziz al-Saud (Riade, 27 de junho de 1956) é um astronauta da NASA, neto do rei Ibn Saud da Arábia Saudita e o único saudita a ter ido ao espaço.
Piloto civil e piloto de combate, al-Saud foi ao espaço na nave Discovery como especialista de carga em junho de 1985. Integrante de uma tripulação internacional de sete membros que continha americanos e franceses além dele, Al-Saud representou a Associação Árabe de Satélites de Comunicações, ajudando a colocar em órbita o primeiro satélite árabe, o Arabsat-1B.
Ele também foi responsável por outras atividades em seu país ligadas a eventos internacionais. Em 1984, um ano antes de subir ao espaço, foi diretor do Comitê Olímpico de Informação da Arábia Saudita, junto aos Jogos de Los Angeles; diretor do Departamento de Propaganda do Ministério de Informação saudita e fundador da Associação dos Exploradores do Espaço, entidade internacional que congrega todos os astronautas e cosmonautas que já foram ao espaço, na qual serviu como diretor por vários anos.
Abdulaziz al-Saud é hoje coronel da força aérea saudita, habilitado em voo de diversos tipos de aeronaves, tanto civis quanto militares.